# IFM Investors
IFM Investors es una compañía australiana de administración de inversiones, especializada en inversiones de deuda, infraestructuras y capital inversión, público y privado. La compañía es una de las 30 empresas más importantes de fondos de pensiones australianos. IFM Investors tiene responsabilidad fiduciaria como gestor de ahorros de jubilación de más de 11 millones de australianos. Con sede en Melbourne (Australia), IFM Investors tiene oficinas en varios países.

## Historia
Creada en 1990, la empresa nació con el nombre de Development Australia Fund (DAF Limited). Su objetivo primero fue crear un fondo de inversión en empresas australianas de crecimiento acelerado, tanto privadas como públicas, así como en activos de infraestructuras. Su objetivo era maximizar el retorno de las inversiones y desafiar el modelo de gestión enfocado a beneficios rápidos. En 1994, nace la compañía Industry Funds Services (IFS), especializada en asesoramiento e inversiones en infraestructuras, capital inversión privado y empresas participadas australianas. En 2004, se produce la fusión de IFS Capital Group y DAF Limited en una nueva compañía denominada Industry Funds Management (IFM). Un poco más adelante, en 2013, Industry Funds Management (IFM) cambió su nombre a IFM Investors.
IFM Investors ha sido signataria de los Principios para la Inversión Responsable (UNPRI), respaldados por Naciones Unidas en 2008, y cuenta con una política corporativa que busca invertir en empresas que respeten principios de gobernanza éticos.

## Inversiones
En 2016, la compañía OHL vendió al fondo Global Infrastructure Fund (IFM) un 24,01% de la sociedad Concesionaria Mexiquense (Conmex) (que es la responsable de la gestión de la autopista Circuito Exterior Mexiquense (CEM)), por 8.644 millones de pesos (400 millones de euros). De esta manera, el fondo de infraestructuras elevó su inversión en la concesionaria mexicana hasta el 49%, mientras que la familia Villar Mir controlaba el restante 51%.
En 2018, la empresa Fomento de Construcciones y Contratas (FCC) decidió la venta al fondo IFM Global Infrastructure Fund (a través de Global Infraco Spain) de un 49% del capital de su filial FCC Aqualia por 1.024 millones de euros.